# アップルシティ500
『アップルシティ500』（アップルシティ ファイブオーオー）は、1982年10月4日から1983年5月6日までTBSで放送されていたバラエティ番組である。

## 概要
高校生やそれに類する層が帰宅時に気軽に立ち寄れ、座れるような場所で公開生放送を行っていた平日夕方の帯番組。1982年夏に1週間行われたスペシャルの時には、TBS近くの国際赤坂ビル前の広場から放送したが、周辺への騒音が問題となって以後ここが使えなくなり、レギュラー放送開始後は新宿NSビル1階広場をスタジオ代わりにすることが多かったが、他に青山のCIプラザ（伊藤忠商事東京本社敷地内）、後楽園屋外ステージ、日比谷シティ、池袋サンシャインシティ噴水広場など月ごとに会場を転々として使用していた。
番組構成は1970年代に同局で放送され、本番組プロデューサーの青柳脩が同じくプロデューサーを務めていた『ぎんざNOW!』と類似しており、歌・お笑い・街の情報・天気予報と様々な内容で構成されていた。スタッフは本番組がぎんざNOW!と、片岡鶴太郎やとんねるずが司会としてレギュラー出演していたことから、本番組終了の2年後にフジテレビの同じ平日夕方5時台でスタートした『夕やけニャンニャン』との橋渡し的役割を果たしていたとも語っていたことがある。

## 放送時間
いずれも日本標準時。
- 月曜 - 金曜 17:00 - 17:55 （1982年10月4日 - 1983年2月25日）
- 月曜 - 金曜 17:00 - 17:45 （1983年2月28日 - 1983年4月29日） - 特撮ミニ番組『アンドロメロス』の放送開始に伴い、放送枠が10分縮小。
- 月曜 - 金曜 17:00 - 17:55 （1983年5月2日 - 1983年5月6日） - 『アンドロメロス』の終了に伴い、放送枠が10分拡大。

## 出演者

### 司会
- 毎日　総合司会：夏木ゆたか
- 月曜：片岡鶴太郎、川島なお美[2]
- 火曜：柳沢慎吾・坂上としえ[2]
- 水曜：とんねるず・乃生佳之・かとうゆかり[2]
- 木曜：根本要（スターダストレビュー）・伊藤さやか・山本晋也[2] → 乃生佳之、小森まなみ
- 金曜：松宮一彦、石川秀美[2]
- 曜日不明：麻見和也

### その他の主な出演者
- おりも政夫
- 森田正光（当時日本気象協会職員） - 天気予報コーナーを担当[2]。
- 小池聰行（オリコン創業者） - オリコン最新チャートコーナー（金曜）を担当[2]。
- 戸井十月 - 木曜の新聞記事紹介コーナーで解説として出演[2]。
- 成岡寿子 - リポーター。

## 主なコーナー
- 『なるほど・ザ・浅草』（月曜）- 浅草のグルメやスポットなどの紹介[2]。
- 『学校対抗偏差値ハンディクイズ』（木曜）- 偏差値の低い学校に30点のハンデを付けて、偏差値の高い進学校とクイズで対戦[2]。
- 『明日のベストテン』（金曜）- オリコンチャートを基に、今後のヒット曲の傾向を占う[2]。
- 『映画にチェックイン』（金曜）- 毎週、新作映画を紹介[2]。
他

## スタッフ
- 制作：青柳脩[2]
- 企画協力：スタッフ東京[2]
- プロデューサー：宇都宮荘太郎、狩野敬、齋藤薫[2]
- ディレクター：岡本充敏[2] 他
- 製作著作：TBS